# Menophra dnophera
Menophra dnophera är en fjärilsart som beskrevs av Louis Beethoven Prout 1915. Menophra dnophera ingår i släktet Menophra och familjen mätare. Inga underarter finns listade i Catalogue of Life.